# 福島県道205号翁島停車場線
福島県道205号翁島停車場線（ふくしまけんどう205ごう おきなしまていしゃじょうせん）は、福島県耶麻郡猪苗代町にある一般県道である。

## 路線概要
- 起点：耶麻郡猪苗代町磐根字袋西（JR磐越西線 翁島駅前）
- 終点：耶麻郡猪苗代町磐根字坂下
- 総延長：2.124 km[1]
  - 実延長：総延長に同じ
- 路線認定年月日：1959年8月31日[2]

### 重用路線
- 福島県道206号翁島停車場磐根線（猪苗代町磐根字袋西〈起点〉～同町磐根字中曽根）

### 橋梁
高橋橋
- 全長：14.6m
- 幅員：12.7m
- 竣工：1985年[3]

磐根字東向にて一級水系阿賀野川水系高橋川を渡る。

## 通過する自治体
- 耶麻郡猪苗代町

## 接続・交差する道路
- 福島県道206号翁島停車場磐根線 福島県道7号猪苗代塩川線方面（磐根字中曽根）
- 国道49号（磐根字坂下〈西久保交差点〉終点）

## 沿線
- 西久保温泉